# U-173
| U-173                      | U-173 | U-173 |
| -------------------------- | --- | --- |
|                            | | |
|                            | | |
|                            | | |
| Під прапором               | Третій рейх | Третій рейх |
| Спуск на воду              | 11 серпня 1941 року | 11 серпня 1941 року |
| Виведений зі складу флоту  | 16 листопада 1942 року | 16 листопада 1942 року |
| Сучасний статус            | затоплений | затоплений |
| Проєкт                     | | |
| Тип ПЧ                     | Дизельний підводний човен | Дизельний підводний човен |
| Основні характеристики     | | |
| Швидкість (надводна)       | 17,9 вузла | 17,9 вузла |
| Швидкість (підводна)       | 7 вузлів | 7 вузлів |
| Робоча глибина занурення   | 100 м | 100 м |
| Гранична глибина занурення | 230 м | 230 м |
| Автономність плавання      | 63 милі (117 км) на швидкості 4 вузли (7,4 км/год) (у підводному положенні) 13 450 морських миль (24 910 км на швидкості 10 вузлів (19 км/год) (у надводному положенні) | 63 милі (117 км) на швидкості 4 вузли (7,4 км/год) (у підводному положенні) 13 450 морських миль (24 910 км на швидкості 10 вузлів (19 км/год) (у надводному положенні) |
| Екіпаж                     | 48 осіб | 48 осіб |
| Розміри                    | | |
| Довжина найбільша (по КВЛ) | 76,76 м | 76,76 м |
| Ширина корпусу найб.       | 6,76 м | 6,76 м |
| Висота                     | 9,6 м | 9,6 м |
| Середня осадка (по КВЛ)    | 4,70 | 4,70 |
| Водотоннажність надводна   | 1120 т | 1120 т |
| Озброєння                  | | |
| Артилерія                  | 1 × 88-мм палубна гармата SK C/32 | 1 × 88-мм палубна гармата SK C/32 |
| Торпедно- мінне озброєння  | 4 носових і два кормових ТА. 22 торпеди або 44 міни TMA чи 66 TMB | 4 носових і два кормових ТА. 22 торпеди або 44 міни TMA чи 66 TMB |
| ППО                        | 1 × 37-мм зенітна гармата SKC/30 2 × 20-мм зенітні гармати FlaK 30 | 1 × 37-мм зенітна гармата SKC/30 2 × 20-мм зенітні гармати FlaK 30 |

U-173 — німецький підводний човен типу IXC, часів Другої світової війни.
Замовлення на будівництво човна було віддане 23 грудня 1939 року. Човен був закладений на верфі «AG Weser» у Бремені 21 грудня 1940 року під заводським номером 1013, спущений на воду 11 серпня 1941 року, 15 листопада 1941 року увійшов до складу 4-ї флотилії. За час служби також перебував у складі 2-ї флотилії.
За час служби човен зробив 2 бойових походи, в яких потопив 1 та пошкодив 2 допоміжні військові кораблі, а також пошкодив 1 військовий корабель.
16 листопада 1942 року потоплений у Північній Атлантиці західніше Касабланки (33°40′ пн. ш. 07°35′ зх. д. / 33.667° пн. ш. 7.583° зх. д.) глибинними бомбами американських есмінців «Вулсі», «Свонсон» та «Квік». Всі 57 членів екіпажу загинули.

## Командири
- Фрегаттен-капітан Гайнц-Елер Бойке (15 листопада 1941 — жовтень 1942)
- Оберлейтенант-цур-зее Ганс-Адольф Швайхель (жовтень — 16 листопада 1942)

## Потоплені та пошкоджені кораблі[3]
| Назва              | Тип                | Належність | Дата              | Тоннаж (БРТ) | Вантаж              | Статус     | Місце                                                      |
| «Джозеф Гьюз»      | пасажирське судно  | США        | 11 листопада 1942 | 9 359        |                     | потоплено  | 33°40′ пн. ш. 07°30′ зх. д. / 33.667° пн. ш. 7.500° зх. д. |
| «Вінускі»          | нафтоналивне судно | США        | 11 листопада 1942 | 10 172       | Мазут               | пошкоджено | 33°45′ пн. ш. 07°22′ зх. д. / 33.750° пн. ш. 7.367° зх. д. |
| «Гамблтон»         | есмінець           | США        | 11 листопада 1942 | 1 630        |                     | пошкоджено | 33°40′ пн. ш. 07°35′ зх. д. / 33.667° пн. ш. 7.583° зх. д. |
| USS Electra (AK21) | вантажне судно     | США        | 15 листопада 1942 | 8 113        | Військові матеріали | пошкоджено | 33°59′ пн. ш. 07°28′ зх. д. / 33.983° пн. ш. 7.467° зх. д. |